# Margaretha van Hohenzollern-Neurenberg
Margaretha van Neurenberg († na 13 november 1382), Duits: Margarethe von Nürnberg, was een Duitse adellijke vrouw uit het Huis Hohenzollern en door huwelijk gravin van Nassau-Wiesbaden-Idstein. Ze was de stammoeder van het Huis Nassau-Wiesbaden-Idstein. Van haar kinderen werden twee zoons graaf van Nassau-Wiesbaden-Idstein, twee zoons aartsbisschop en keurvorst van Mainz, en twee dochters abdis van Klooster Klarenthal bij Wiesbaden.

## Biografie
Margaretha was een dochter van burggraaf Frederik IV van Neurenberg en Margaretha van Görz en Tirol, een dochter van graaf Albrecht van Görz en Tirol en Agnes van Hohenberg.
Paus Johannes XXII verleende op 13 september 1327 dispensatie voor het huwelijk tussen ‘nobili viro Adolpho nato nobilis viri Gerlaci comitis de Nassawe Trevirensis diocesis’ en ‘una ex filiabus … nobilis viri burgravii de Nurenberg Bambergensis diocesis’ ondanks hun vierdegraads verwantschap. Twee betovergrootvaders van Margaretha, Otto I van Brunswijk-Lüneburg en Otto II van Beieren, waren beide ook betovergrootvader van haar echtgenoot.

Het huwelijkscontract tussen ‘Friderich … Purgrave ze Nurnberch … Margretin unser Tochter’ en ‘Gerlachin grauin von Nassowe … Adolfin … sun’ is gedateerd 23 februari 1330 en bevat het advies van ‘Emchen Grauen von Nassowe unsers … Swagers und Ulrichs von Hanawe und Johansen dez vorgenanten greuen Emchin sun’.
Margaretha huwde in 1332 met graaf Adolf I van Nassau-Wiesbaden-Idstein (1307 – Idstein, 17 januari 1370). Haar echtgenoot nam sinds ongeveer 1338 deel aan de regering van zijn vader Gerlach I van Nassau. In 1344 deed Gerlach I afstand ten gunste van Adolf en zijn broer Johan. In 1355 gingen Adolf en Johan over tot een verdeling van hun bezittingen, Adolf verkreeg bij die verdeling de heerlijkheden Wiesbaden en Idstein. Adolf en Margaretha resideerden overwegend in Idstein.
In hun gezamenlijk testament van 31 maart 1360, waarin ze hun begrafeniswens formuleerden, schonk het echtpaar waardevolle bezittingen aan Klooster Klarenthal bij Wiesbaden: Adolf schonk zijn strijdros en zijn beste paard, twee van zijn beste harnassen en de beste wapenrok, Margaretha gaf een jurk, een bovenkledingstuk, mantel en een gevoerde rok. Bovendien werden 100 pond Heller om het paar te herdenken geschonken. In de necrologie van Klarenthal is achter alleen de graaf voor 17 januari opgenomen, niet Margaretha.
Adolf overleed te Idstein op 17 januari 1370 en werd begraven in Klooster Klarenthal. Het testament van ‘Margareth Graffynne zu Naßauwe … wydewe graffen Adolffs Graffen zu Naßauwe’ is gedateerd 13 november 1382. Wanneer Margaretha is overleden, is onbekend. Ze werd begraven in Klooster Klarenthal.

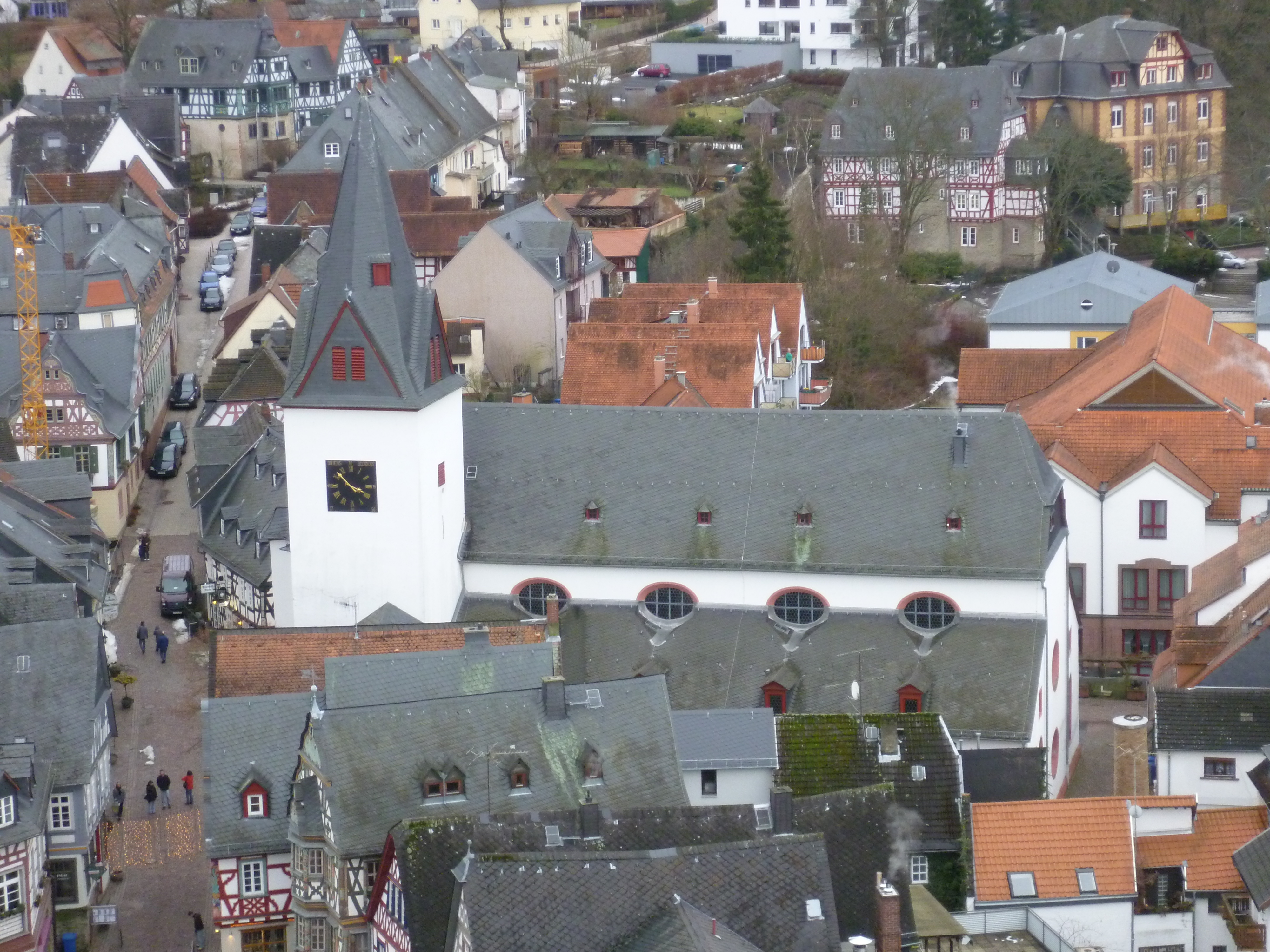
De Uniekerk te Idstein
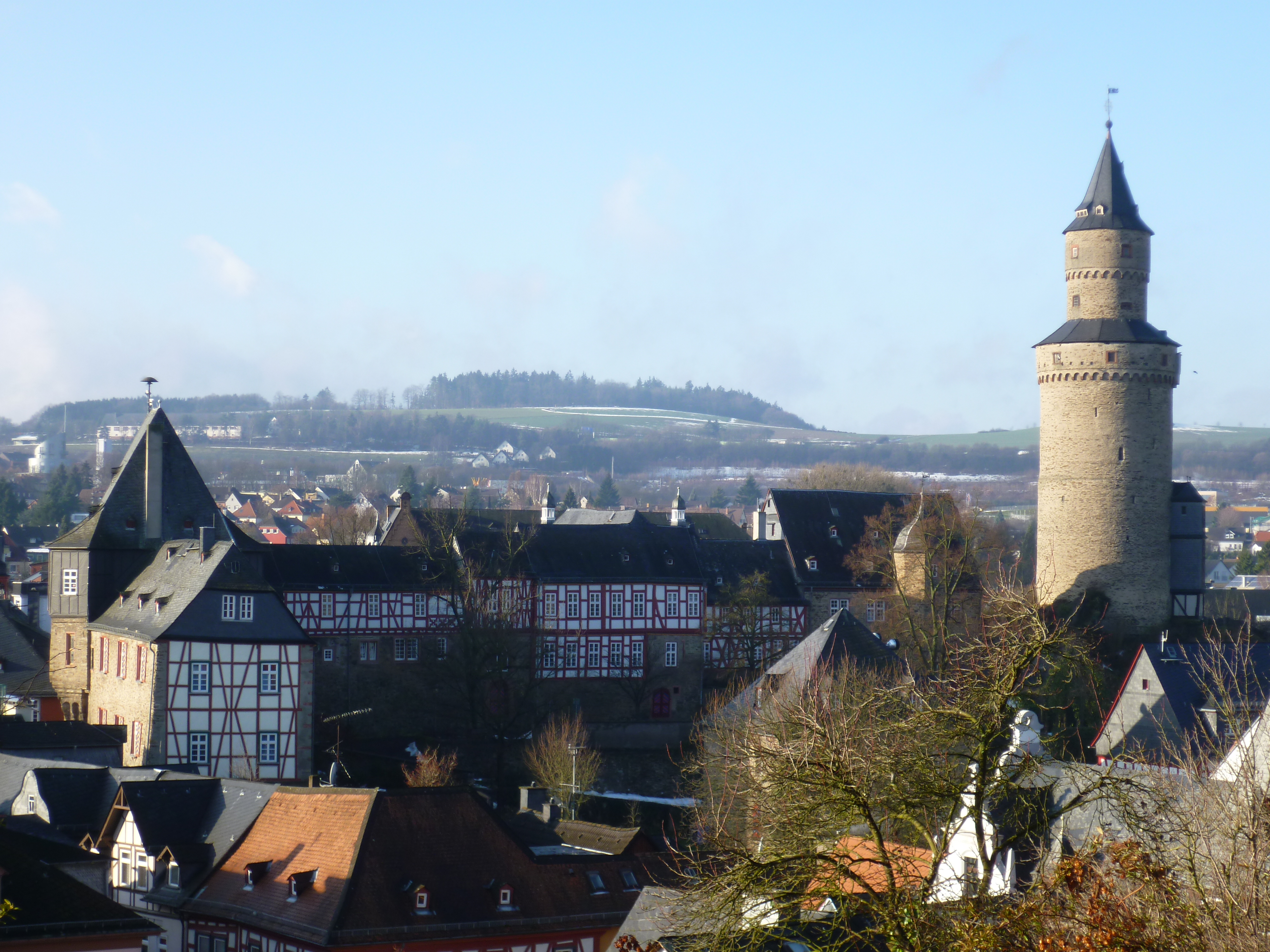
De Burcht Idstein met de Hexenturm

## Grafmonument en muurschildering

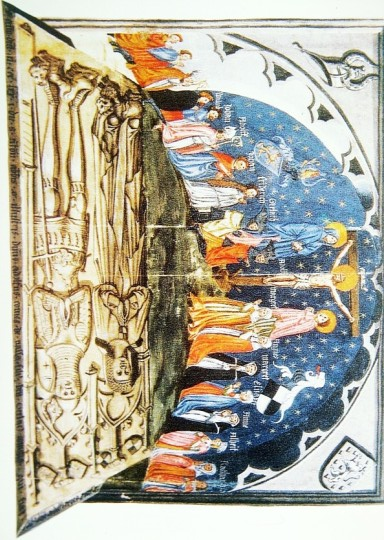
Het grafmonument voor Margaretha van Neurenberg en Adolf I van Nassau-Wiesbaden-Idstein met de muurschildering in Klooster Klarenthal

Het grafmonument voor Adolf en zijn echtgenote stond in een nis in het koor aan de linkerkant van het altaar onder een boog, d.w.z. aan de zuidkant van de kerk. De tombe bestond blijkbaar uit een tegen de wand geplaatste sokkel, waarvan de drie vrije zijden mogelijk arcades droegen. De op deze sokkel rustende in reliëf gemaakte grafplaat toonde het echtpaar onder een dubbele kielboog: rechts de graaf in harnas met langzwaard en helm, links zijn vrouw in lang gewaad met kruis, beide in gebedsgebaar. Aan elk van hun voeten zat een hurkende leeuw. Boven de dubbele bogen zaten de wapenschilden van het echtpaar elk twee keer links en rechts. Adolf lag aan de kant tegenover het interieur van de kerk, Margaretha tegen de wand, dus in een andere positie dan het grafmonument voor zijn ouders en de meeste andere monumenten voor echtparen. De inscriptie voor de graaf liep aan twee kanten rond en begon op de richel aan de voet van de figuur van de graaf. Een inscriptie voor de gravin is niet overgeleverd. De inscriptie luidde: “an(n)o · d(omi)ni · mo ccco lxxo · i(n) · die · s(ancti) · a(n)to(n)ii · abb(at)is · o(biit) · illustris · d(omi)nus · adolfus · comes de nassa · fili(us) d(omi)ni gerlaci · comitis · qui fuit / fili(us) · d(omi)ni · adolfi · regis · roma(n)(orum)”.
Het uitvoerig versierde grafmonument werd lang na de opheffing van Klarenthal, niet voor 1632, naar de Mauritiuskerk in Wiesbaden verplaatst, waar het op een steunpilaar van het koor werd geplaatst, maar al in 1818 verbrijzeld werd. Enkele bewaarde fragmenten worden aan dit grafmonument toegeschreven. In het museum te Wiesbaden bevond zich een inmiddels verloren gegaan stuk van het rechter benedendeel van de grafplaat met de voeten van de ridder en de hurkende leeuw. Van het grafmonument en de muurschildering resteren nog slechts tekeningen van Heinrich Dors uit zijn in 1632 gepubliceerde Epitaphienbuch.
In de nis boven de graftombe bevond zich een muurschildering met naamopschriften en kruistitel, in 1632 in illustraties overgeleverd. De door Heinrich Dors overgeleverde muurschildering toonde de kruisigingsscène met Christus en de bijfiguren Maria en Johannes in het midden op een heuvel voor een met sterren bezaaide achtergrond, met aan het hoofd van de gekruisigde INRI op een rol. Aan de voet van het kruis is het gezin van de graaf afgebeeld: links de graaf zelf in ridderharnas met negen knielende zonen achter hem; rechts tegenover zijn vrouw met zeven dochters, eveneens knielend. Boven de rij kinderen waren de respectievelijke volledige wapenschilden van Nassau aan de linkerkant en Neurenberg aan de rechterkant. Met uitzondering van twee van de kinderen zijn alle familieleden met naam boven hun hoofd gegraveerd: links de naaminscripties van de vader en zijn zonen, rechts de naaminscripties van de moeder en haar dochters. In de nis van het gewelf bevonden zich links het wapenschild en rechts het wapen van Nassau, boven de nis nog vier andere wapenschilden. De muurschildering is tweemaal door Dors overgeleverd: eenmaal in een pentekening, de andere keer in een in dekkende kleuren op perkament geschilderde versie, die opgenomen is in het genealogieboek van Johann Andreae. In deze gekleurde versie is het geheel van de graftombe van het echtpaar afgebeeld, namelijk de graftombe samen met de muurschildering in perspectief. De opschriften zijn in het wit geschilderd op een blauwe achtergrond.

De chronologische datering van de muurschildering is gebaseerd op verschillende overwegingen. De belangrijkste aanwijzing is te vinden in de vorm van de afbeelding van de aartsbisschoppen van Mainz, Adolf I en Johan II. Beiden zijn afgebeeld in aartsbisschoppelijke kledij, het witte onderkleed en de rode mantel, met de mijter op het hoofd en de kromstaf in de hand. Aangezien de oudste van de twee, Adolf I, in 1390 overleed, maar zijn jongere broer Johan II pas op 7 juli 1397 tot aartsbisschop werd verheven, kan de muurschildering op zijn vroegst kort na deze verheffing worden gedateerd. Het doet ook denken aan de muurschildering van het Laatste Oordeel in de torenzaal van de parochiekerk van Sint-Petrus en Paulus in Eltville, die gedateerd wordt op het einde van de 14e en het begin van de 15e eeuw. Er is ook een nauwer verband met de wapenschilderingen op de triomfboog in de parochiekerk in Eltville, die waarschijnlijk tussen 1397 en rond 1400 (?) werden gemaakt. Met het aanbrengen van de wapenschilden van het Huis Nassau en zijn verwanten documenteerde men in Eltville hun steun aan Johan II in zijn strijd met zijn tegenkandidaat Godfried van Leiningen en de triomf van het Huis Nassau. De onbekende ‘Meester van het Laatste Oordeel van Eltville’ wordt beschouwd als de uitvoerende meester, aan wie of wiens werkplaats naast Eltville en Klarenthal ook andere schilderingen in Lorsch en Heppenheim kunnen worden toegeschreven.

## Kinderen
Uit het huwelijk van Adolf en Margaretha werden de volgende kinderen geboren:
1. Gerlach II (1333 – na 1386), volgde zijn vader op samen met zijn broer Walram IV.
2. Frederik († 1371), was domheer te Mainz.
3. Agnes († 1376), huwde eerst met graaf Werner IV van Wittgenstein († vóór 1359) en daarna vóór 1361 met heer Everhard I van Eppstein († tussen 28 mei en 16 oktober 1391).
4. Johan († na 22 mei 1354).
5. Margaretha († 8 juli 137.), was abdis van Klooster Klarenthal.
6. Elisabeth († 1 februari 1389), huwde op 18 juni 1361 met graaf Diederik VIII van Katzenelnbogen († 17 februari 1402). Elisabeth en Diederik werden begraven in Klooster Eberbach.
7. Anna († 28 mei ....), was abdis van Klooster Klarenthal.[noot 3]
8. Adelheid, was in 1370 non in Essen.[noot 4]
9. Adolf (1345/46 of 1353[noot 5] – Heiligenstadt, 6 februari 1390), was sinds 1381 aartsbisschop en keurvorst van Mainz.
10. Johan (1353[noot 6] – 7 augustus 1420), was namens de aartsbisschop en keurvorst van Mainz (= zijn broer Johan II) voogd van Slot Rusteberg, stadhouder in het Eichsfeld, voogd in Jechaburg 1412, provisor in Erfurt 1413 en gevolmachtigde in Hessen 1416.
11. Catherina (1353[11][noot 7] – ?[noot 8]), huwde op 10 juni 1373 met heer Reinhard IV van Westerburg († 1421).
12. Walram IV (1348 of 1354[noot 9] – 7 november 1393), volgde zijn vader op samen met zijn broer Gerlach II.
13. Johan II (1360 – Aschaffenburg, 23 september 1419), was sinds 1397 aartsbisschop en keurvorst van Mainz.[noot 10]
14. Frederik (jong overleden).[noot 11]
15. Walram (jong overleden).[noot 12]
16. Catherina.[noot 13]
17. ? Johanna (jong overleden).
18. ? Rodereta.

## Voorouders
| Voorouders van Margaretha van Neurenberg | Voorouders van Margaretha van Neurenberg                                                | Voorouders van Margaretha van Neurenberg                                                | Voorouders van Margaretha van Neurenberg                                                | Voorouders van Margaretha van Neurenberg                                                               | Voorouders van Margaretha van Neurenberg                                                   | Voorouders van Margaretha van Neurenberg                                                   | Voorouders van Margaretha van Neurenberg                                                | Voorouders van Margaretha van Neurenberg                                                |
| ---------------------------------------- | --------------------------------------------------------------------------------------- | --------------------------------------------------------------------------------------- | --------------------------------------------------------------------------------------- | --- | ------------------------------------------------------------------------------------------ | ------------------------------------------------------------------------------------------ | --------------------------------------------------------------------------------------- | --------------------------------------------------------------------------------------- |
| Betovergrootouders                       | Frederik II van Zollern (?–1200) ⚭ Sophia van Raabs (?–ca. 1204)                        | ? (?–?) ⚭ ? (?–?)                                                                       | Bernhard III van Saksen (1140–1212) ⚭ Judith van Polen (?–na 1201)                      | Otto I ‘het Kind’ van Brunswijk en Lüneburg (1204–1252) ⚭ 1228 Mathilde van Brandenburg (1206/15–1261) | Meinhard III van Görz en Tirol (?–1258) ⚭ Adelheid van Tirol (?–1275/79)                   | Otto II van Beieren (1206–1253) ⚭ 1222 Agnes van Brunswijk (ca. 1201–1267)                 | Burchard V van Hohenberg (?–1253) ⚭ Mechtild van Tübingen (?–?)                         | ? (?–?) ⚭ ? (?–?)                                                                       |
| Overgrootouders                          | Koenraad I van Neurenberg (?–1260/61) ⚭ Clementia (?–?)                                 | Koenraad I van Neurenberg (?–1260/61) ⚭ Clementia (?–?)                                 | Albrecht I van Saksen (?–1260) ⚭ 1247/48 Helena van Brunswijk-Lüneburg (1223–1273)      | Albrecht I van Saksen (?–1260) ⚭ 1247/48 Helena van Brunswijk-Lüneburg (1223–1273)                     | Meinhard IV van Görz en Tirol (ca. 1227–1295) ⚭ 1259 Elisabeth van Beieren (ca. 1227–1273) | Meinhard IV van Görz en Tirol (ca. 1227–1295) ⚭ 1259 Elisabeth van Beieren (ca. 1227–1273) | Albrecht II van Hohenberg (?–1298) ⚭ ? (?–?)                                            | Albrecht II van Hohenberg (?–1298) ⚭ ? (?–?)                                            |
| Grootouders                              | Frederik III van Neurenberg (?–1297) ⚭ vóór 1278 Helena van Saksen (?–1309)             | Frederik III van Neurenberg (?–1297) ⚭ vóór 1278 Helena van Saksen (?–1309)             | Frederik III van Neurenberg (?–1297) ⚭ vóór 1278 Helena van Saksen (?–1309)             | Frederik III van Neurenberg (?–1297) ⚭ vóór 1278 Helena van Saksen (?–1309)                            | Albrecht van Görz en Tirol (?–1292) ⚭ na 1282 Agnes van Hohenberg (?–na 1293)              | Albrecht van Görz en Tirol (?–1292) ⚭ na 1282 Agnes van Hohenberg (?–na 1293)              | Albrecht van Görz en Tirol (?–1292) ⚭ na 1282 Agnes van Hohenberg (?–na 1293)           | Albrecht van Görz en Tirol (?–1292) ⚭ na 1282 Agnes van Hohenberg (?–na 1293)           |
| Ouders                                   | Frederik IV van Neurenberg (ca. 1287–1332) ⚭ 1307 Margaretha van Görz en Tirol (?–1348) | Frederik IV van Neurenberg (ca. 1287–1332) ⚭ 1307 Margaretha van Görz en Tirol (?–1348) | Frederik IV van Neurenberg (ca. 1287–1332) ⚭ 1307 Margaretha van Görz en Tirol (?–1348) | Frederik IV van Neurenberg (ca. 1287–1332) ⚭ 1307 Margaretha van Görz en Tirol (?–1348)                | Frederik IV van Neurenberg (ca. 1287–1332) ⚭ 1307 Margaretha van Görz en Tirol (?–1348)    | Frederik IV van Neurenberg (ca. 1287–1332) ⚭ 1307 Margaretha van Görz en Tirol (?–1348)    | Frederik IV van Neurenberg (ca. 1287–1332) ⚭ 1307 Margaretha van Görz en Tirol (?–1348) | Frederik IV van Neurenberg (ca. 1287–1332) ⚭ 1307 Margaretha van Görz en Tirol (?–1348) |